# William Frederick Reyneke
William Frederick Reyneke (1945) es un naturalista, profesor, botánico y taxónomo sudafricano, habiendo realizado extensas expediciones botánicas a Gambia, Kenia, Sierra Leona, Tanzania, Uganda, Malaui, Mozambique.

## Biografía
En 1966, se graduó con un B.Sc. por la Universidad de Pretoria, y el M.Sc. en 1971.
Publica habitualmente en South African Journal of Botany.

## Algunas publicaciones
- william f. Reyneke. 1991. N morfologies-taksonomiese studie van die familie Araliaceae in Suidelike Afrika (Un estudio morfológico taxonómica de la familia Araliaceae en el sur de África). Ed. Univ. van Pretoria, 834 pp.

- -----------------------, lourens a. Coetzer, n. Grobbelaar. 1987. Plantkunde: morfologie en sitologie. 2ª ed. de Butterworth, 142 pp. ISBN 0409109126, ISBN 9780409109122

- c.j. Esterhuyse, william f. Reyneke. 1987. Cussonia-spesies: boom van die jaar 1987. Pamflet 376. Department van Omgewingsake. Ed. Tak Boswese van die Departement van Omgewingsake. 26 pp.

- guilaume karl Theron, p.d.f. Kok, william f. Reyneke, n. Grobbelaar. 1979. Plantkunde: praktiese plantkunde. Ed. Butterworth, 131 pp. ISBN 0409097446, ISBN 9780409097443

- william f. Reyneke, h.p. van Der Schijff. 1975. Development of the Digitately Decompound Leaf in Cussonia Spicata (Araliaceae). Reimpreso, 8 pp.

## Honores
- Secretario Honorario del Dto. de Botánica de la Univ. de Pretoria
- La abreviatura «Reyneke» se emplea para indicar a William Frederick Reyneke como autoridad en la descripción y clasificación científica de los vegetales.[4]